# Écho morphologique
Écho Morphologique est le titre de deux huiles sur toiles peintes par Salvador Dalí.
La première de ces deux toiles fut réalisée entre 1934 et 1936 et mesure 64 × 54 cm. Elle représente une pseudo architecture minimaliste faites de plusieurs éléments surréalistes dans ses plus infimes détails. À distance, elle représente un mur abritant une cloche en forme de visage de femme et le pierres au centres prennent une forme étrange.
L'élément de plus significatif de cette peinture est la petite figure en bas à droite de la femme faisant un cercle de ses bras. Dans son ombre, ses bras sembles se fondre dans un cercle autour de sa tête qui prend l'apparence d'une  roue. La peinture est exposée au musée  Salvador Dalí Museum de St. Petersburg en Floride. 
La seconde toile portant ce titre fut réalisée en 1934 et mesure  30 × 33 cm. Elle représente une table avec trois objets. Loin sous la table se trouvent six objets de plus disposés selon deux lignes horizontales organisées de telle façon à former un carré régulier de 3x3 éléments avec les objets disposés sur la table. 
La toile est exposée au Salvador Dalí Museum.